# Jelcz 046
Jelcz 046 – przyczepa autobusowa, produkowana przez Jelczańskie Zakłady Samochodowe w Jelczu koło Oławy. Konstrukcja przyczepy oparta była na skróconym nadwoziu autobusu miejskiego Jelcz 272 MEX. Pojazd był przeznaczony na eksport do Niemieckiej Republiki Demokratycznej i mimo zainteresowania ze strony polskich przewoźników miejskich nie był dostępny na rynku krajowym.

## Historia

### Geneza
6 grudnia 1958 zawarto umowę licencyjną pomiędzy Polską a Czechosłowacją na produkcję autobusów międzymiastowych Skoda-Karosa 706 RTO. Konstrukcja ta rozpoczęła produkcję autobusów wysokopojemnych w Polsce. W Jelczu rozpoczęto produkcję autobusów Jelcz 043, z których wyewoluowały autobusy miejskie oraz turystyczne. Na początku lat 60. rozwój komunikacji miejskiej i międzymiastowej powodował zapotrzebowanie na większe pojazdy (lub zespoły pojazdów). W 1962 rozpoczęły się pracę nad miejskimi autobusami przegubowymi. Na trasach międzymiastowych wybrano jednak przyczepy autobusowe przez co powstała przyczepa Jelcz PO-1.
W 1964 r. opracowano przyczepę autobusową Jelcz PO-1. Projekt został sporządzony przez zespół projektantów JZS pod kierownictwem inż. Henryka Kolendo. Autobus ten był maksymalnie zunifikowany z Jelczem 043. W krótkim czasie wykonano prototyp, który nie został dopuszczony do ruchu przez Instytut Transportu Samochodowego. Władze Jelcza chciały początkowo dokupić licencję czechosłowackiej przyczepy, jednakże ostatecznie dokonano poprawek, po których pojazd został dopuszczony do ruchu. Prototyp skierowano także na testy do Czechosłowacji, gdzie również pozytywnie przeszedł wszystkie testy.

### Budowa i eksploatacja
W 1968 r. zbudowano prototyp przyczepy będącej konstrukcją pokrewną z autobusem Jelcz 272 MEX. W stosunku do Jelcza PO-1 usunięto jedną podwójną kanapę oraz wstawiono drzwi z Jelcza 272 MEX. Pojazd ten został zbudowany dla odbiorcy z NRD. Z powodu wysokich kosztów zleceniodawca wycofał się z kontraktu. Mimo że polscy odbiorcy chcieli kupić przyczepy Jelcz 046 to jednak produkcja nie została uruchomiona przez co przedsiębiorstwa musiały się zadowolić Jelczami PO-1. Eksploatacja przyczep autobusowych z pasażerami została zakazana przez polskie prawo w 1997.

## Konstrukcja

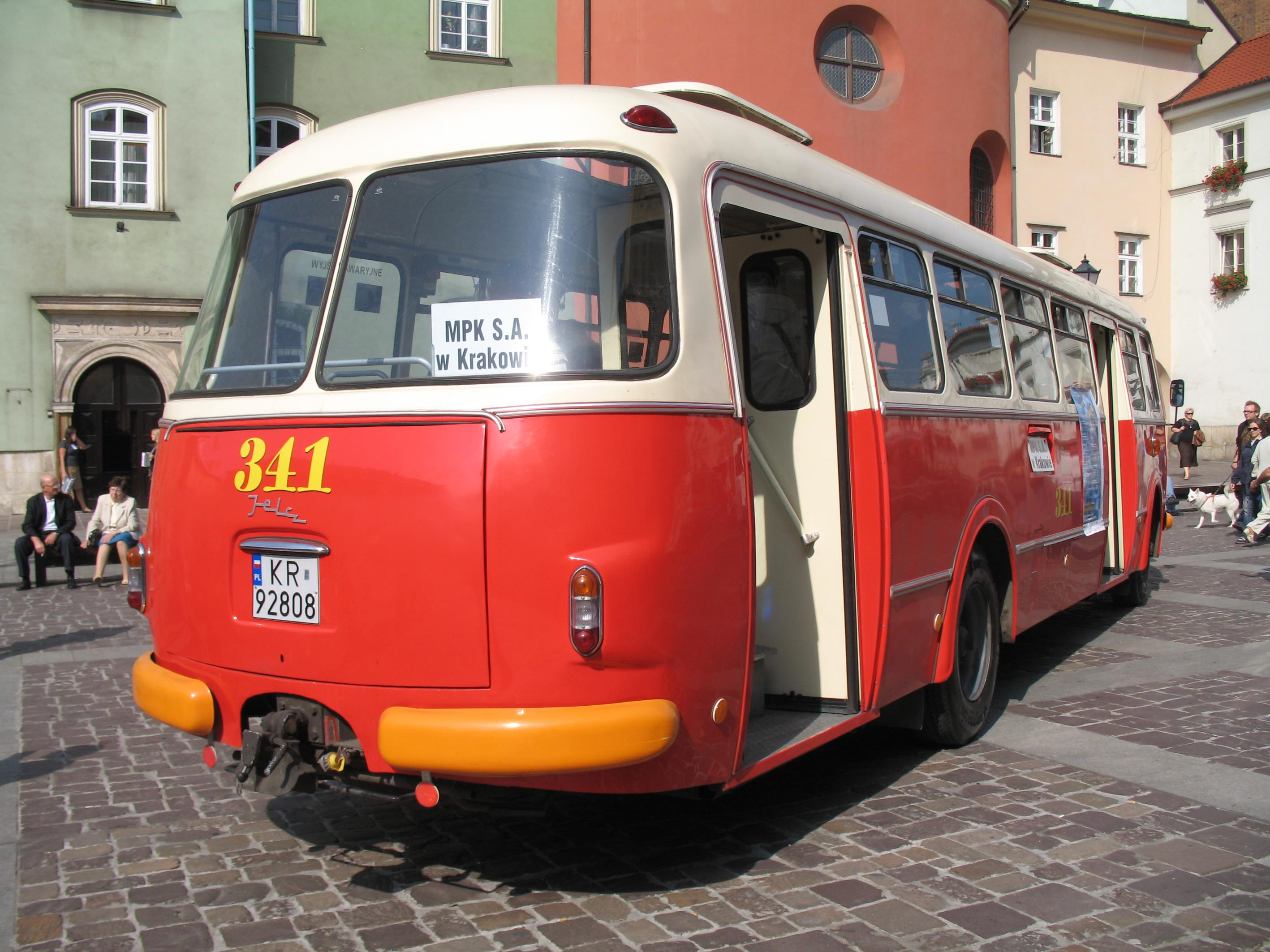
Jelcz 272 MEX

Konstrukcja została oparta na konstrukcji Jelcza 043. Rama półsamonośna była wykonana z profili stalowych spawanych z ceowników tłoczonych. Szkielet był wykonany z profili zamkniętych i otwartych do których nitowane były blachy poszycia zewnętrznego grubości 1 mm.
Zastosowano wnętrze analogiczne do autobusu. W środku znajdowało się 28 miejsc siedzących. Siedzenia opierały się na szkielecie z rurek stalowych. Siedziska i oparcia były tapicerowane. Przyczepę wyposażono w hamulce działające zarówno z autobusu (oś tylna) oraz niezależny hamulec działający bez autobusu. Zastosowano dyszel łączący z autobusem podwójnym zaczepem. Z dyszlem powiązana była przednia skrętna oś przyczepy. Najpoważniejszą wadą zestawu było zachodzenie przyczepy do środka łuku, co powodowało kolizję w ruchu miejskim. W pojeździe były tylko jedne drzwi z prawej strony pojazdu.
Instalacja elektryczna była zasilana z pojazdu ciągnącego. Działała pod napięciem 24 V.